# Syrisca senegalensis
Syrisca senegalensis är en spindelart som först beskrevs av Charles Athanase Walckenaer 1842.  Syrisca senegalensis ingår i släktet Syrisca och familjen sporrspindlar.
Artens utbredningsområde är Senegal. Inga underarter finns listade i Catalogue of Life.